# Le Pot commun
Le Pot commun est un site de collecte d'argent en ligne.

## Historique
La start-up à l'origine de cette prestation a été fondée en France en novembre 2011 par Adrien Soucachet, Ghislain Foucque et Thibault Saint-Georges.
En 2012, Le Pot Commun développe sa prestation de cagnotte en ligne. La société effectue une première campagne de financement dont le montant ne sera pas dévoilé. 
Fin août 2014, Le Pot commun annonce qu'il rachète la société Bankeez.
Le 20 octobre 2015, le groupe bancaire mutualiste Banque Populaire Caisse d'Épargne (BPCE) a annoncé le rachat, via sa filiale S-money, de lepotcommun.fr à hauteur de 85 %.
En novembre 2016, Natixis, également filiale du Groupe BPCE, rachète S-Money.
En 2020, le Pot Commun se sépare de son activité de collecte de dons "Les Pots Solidaires" et oriente son activité vers la billetterie en ligne avec le lancement de Cityvent, site destiné à l'organisation d'événements. 

## Informations économiques
Le Pot commun prélève une commission : en France elle s'élève à 6 % pour toutes les participations quand le montant est récolté par virement bancaire.
Au 31 décembre 2019 la société Lacooz a réalisé un chiffre d'affaires de 4 833 200 €, le résultat net est négatif : 1 218 000 € et l'effectif moyen annuel est de 30 salariés